# Станковац
Станковац је насељено мјесто на подручју града Глине, Банија, Република Хрватска.

## Историја
Станковац се од децембра 1991. до августа 1995. године налазио у Републици Српској Крајини.

## Становништво
Према попису становништва из 2011. године, насеље је имало 24 становника.
| Националност       | 1991.       |
| Хрвати             | 93 (93,93%) |
| остали и непознато | 6 (6,06%)   |
| Укупно             | 99          |

| Демографија | Демографија | Демографија |
| Година      | Становника  | Становника  |
| ----------- | ----------- | ----------- |
| 1961.       | 177         |             |
| 1971.       | 159         |             |
| 1981.       | 134         |             |
| 1991.       | 99          |             |
| 2001.       | 50          |             |
| 2011.       |             | 24          |